# Harmanda arunensis
Harmanda arunensis is een hooiwagen uit de familie Sclerosomatidae.